# Bulla (genre)
Pour les articles homonymes, voir Bulla.
Ne doit pas être confondu avec Bullia.
Famille
Genre
Bulla est un genre de mollusques gastéropodes marins, le seul actuel de la famille des Bullidae.

## Liste des espèces
Selon World Register of Marine Species (20 octobre 2014) :
- Bulla ampulla Linnaeus, 1758

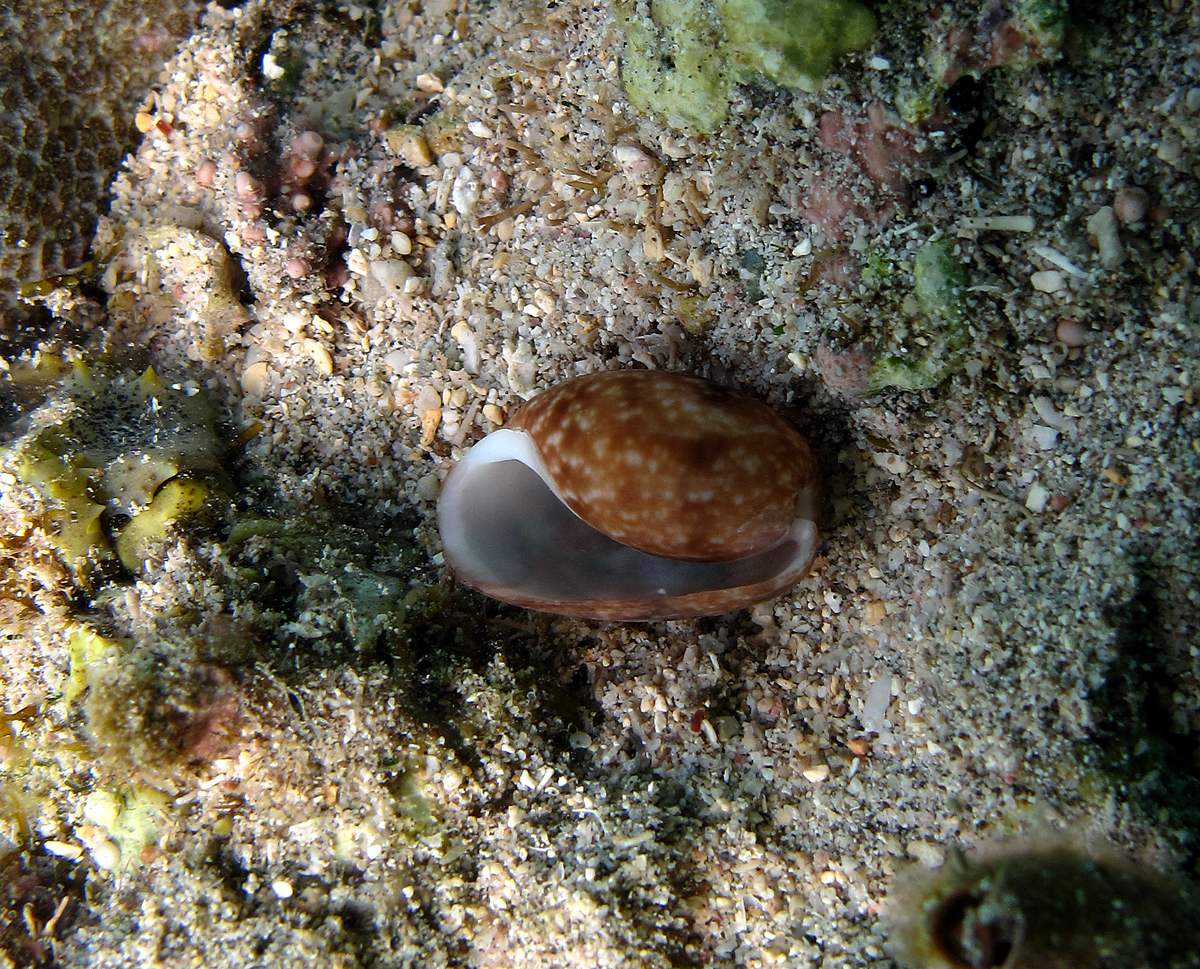
Coquille de Bulla vernicosa

- Bulla amygdalus A. Adams in G. B. Sowerby II, 1850
- Bulla arabica Malaquias & Reid, 2008
- Bulla bermudae Verrill & Bush, 1900
- Bulla clausa Dall, 1889
- Bulla gouldiana Pilsbry, 1895
- Bulla indolens (Dall, 1927)
- Bulla krebsii Dall, 1889
- Bulla mabillei Locard, 1897
- Bulla occidentalis A. Adams, 1850
- Bulla orientalis Habe, 1950
- Bulla peasiana Pilsbry, 1895
- Bulla punctulata A. Adams in Sowerby, 1850
- Bulla quoyii Gray, 1843
- Bulla solida Gmelin, 1791
- Bulla striata Bruguière, 1792
- Bulla succisa Ehrenberg, 1831
- Bulla vernicosa Gould, 1859
- Bulla adamsi Menke, 1850 (nomen dubium)
- Bulla australis Férussac, 1822 (nomen dubium)
- Bulla compressa Rochebrune, 1881 (nomen dubium)
- Bulla fasciata Röding, 1798 (nomen dubium)
- Bulla flammea Röding, 1798 (nomen dubium)
- Bulla marmorea Schröter, 1804 (nomen dubium)
- Bulla media Philippi, 1847 (nomen dubium)
- Bulla nebulosa Schröter, 1804 (nomen dubium)
- Bulla ovumvanelli Röding, 1798 (nomen dubium)
- Bulla panamensis Philippi, 1848 (nomen dubium)

## Galerie

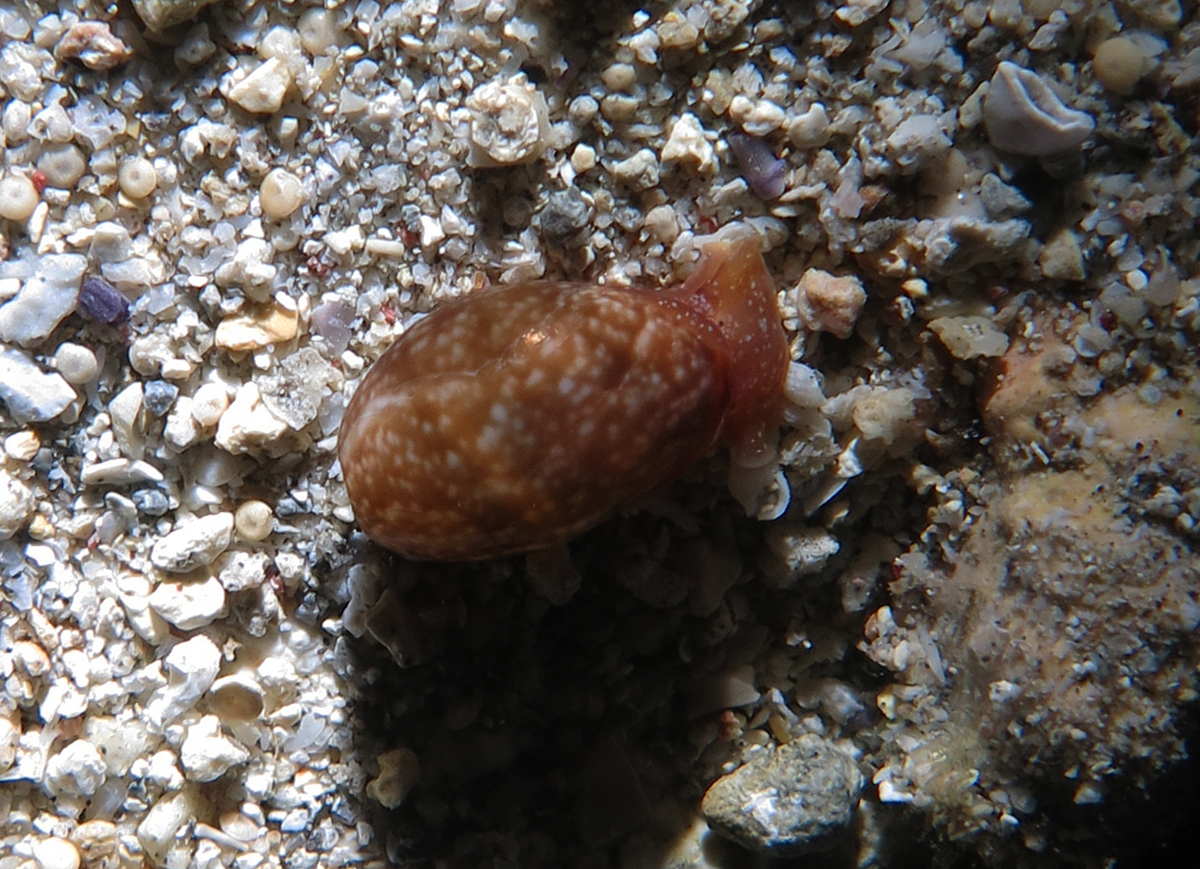
Bulla cruentata
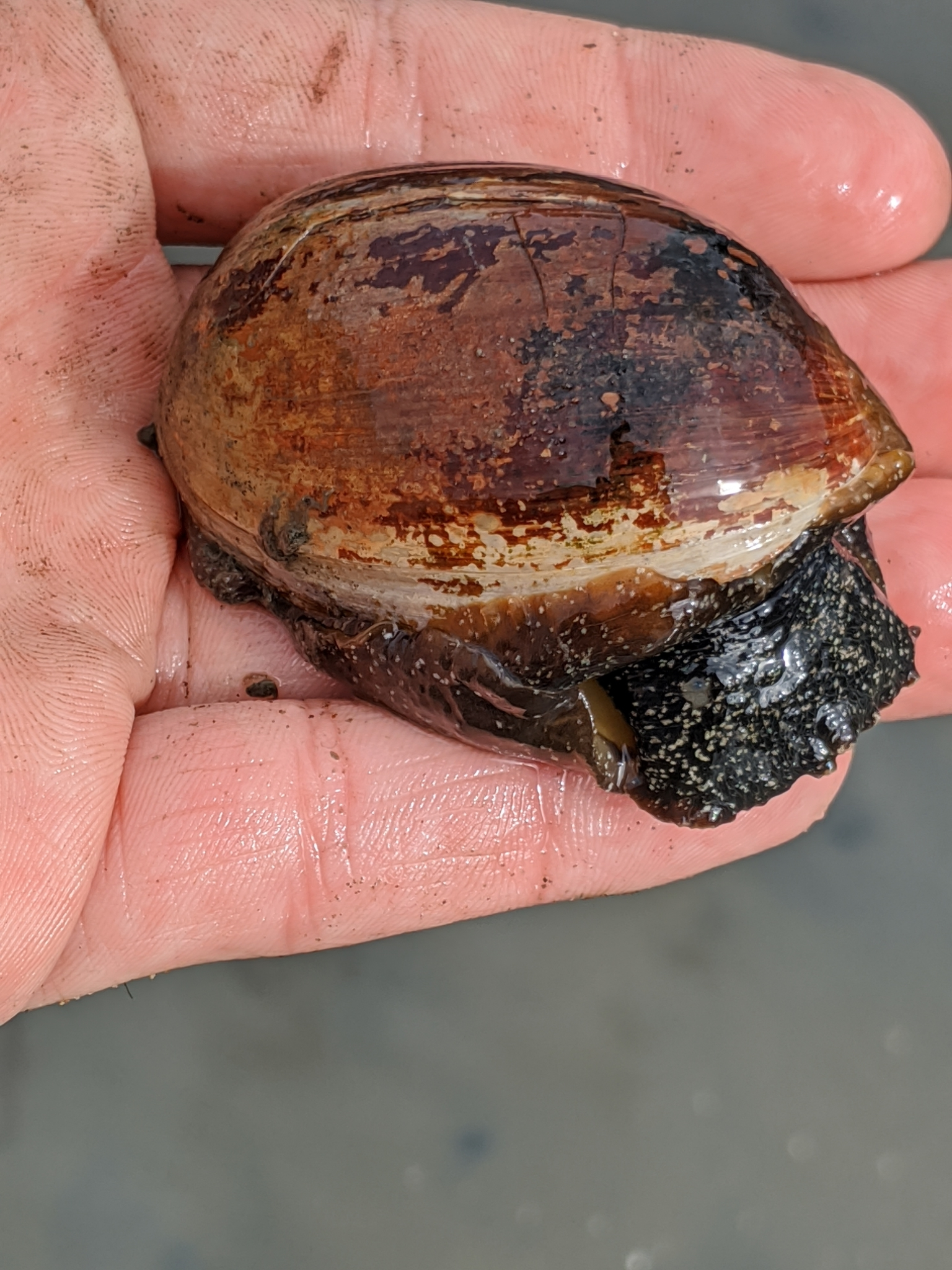
Bulla gouldiana
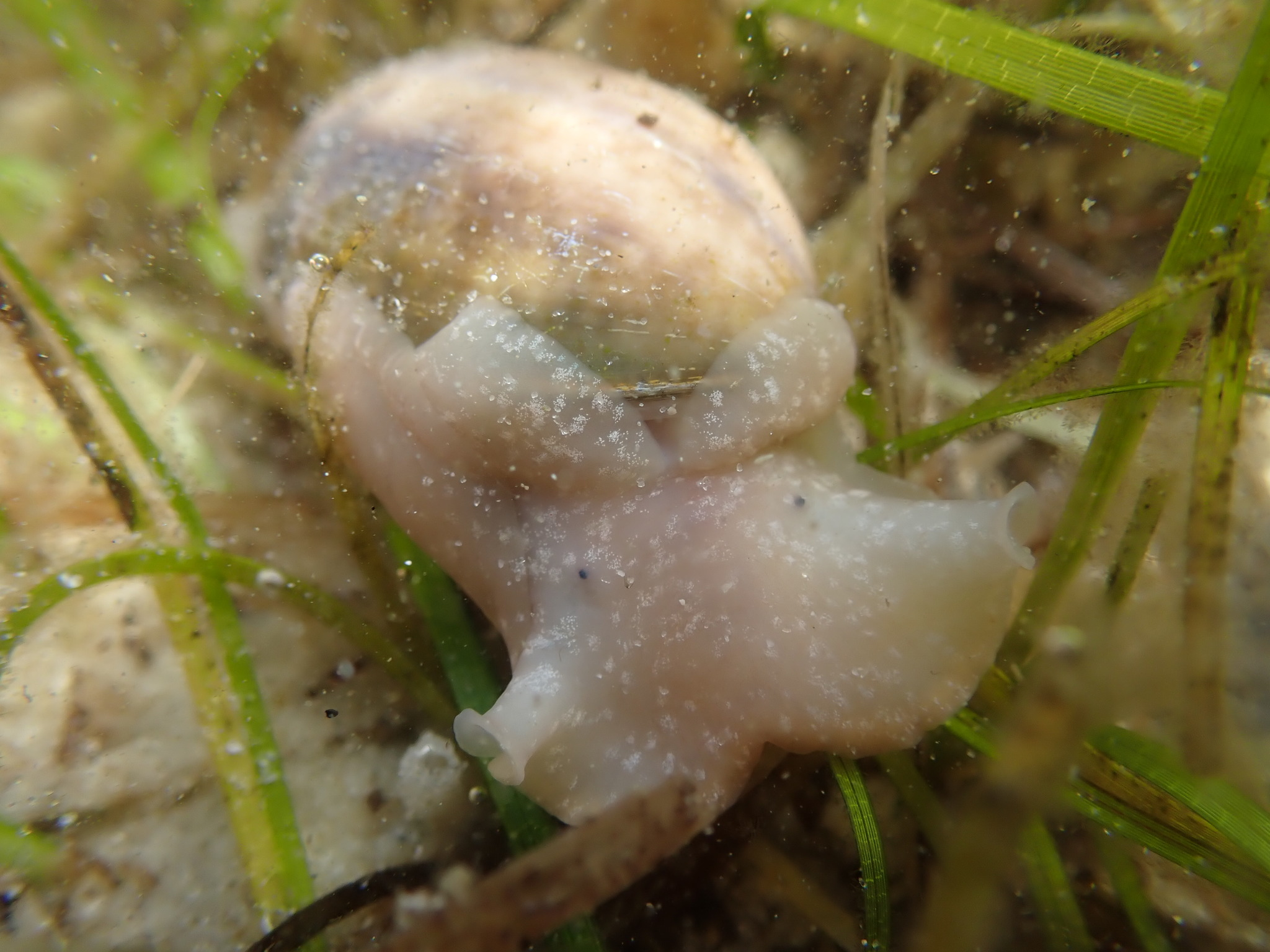
Bulla quoyii
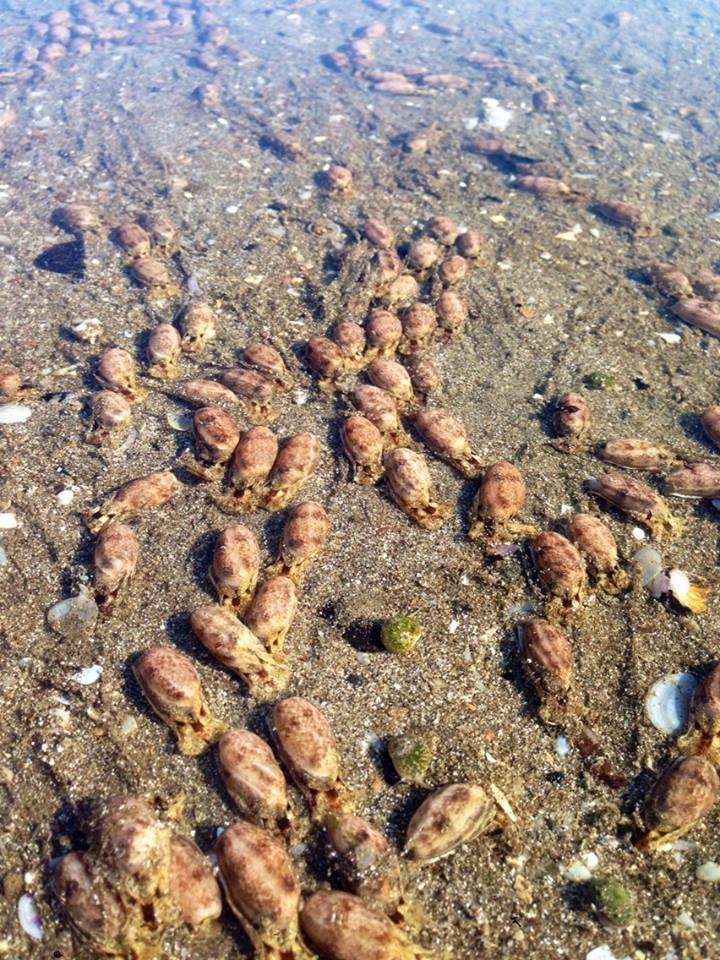
Bulla striata
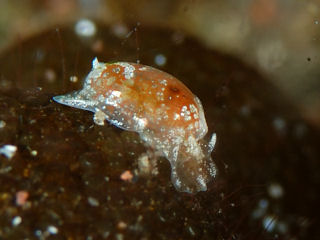
Bulla vernicosa

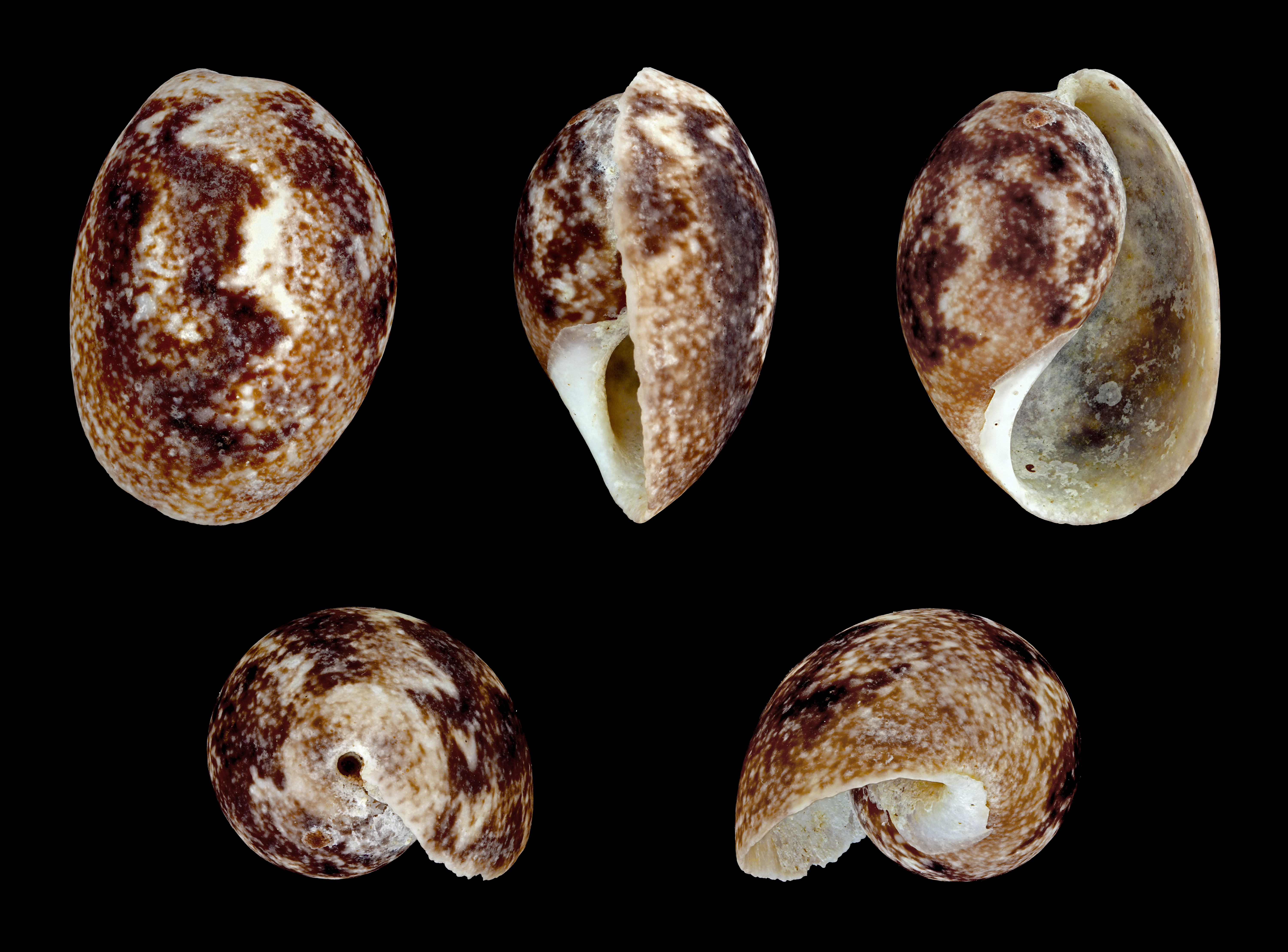
Coquille de Bulla ampulla
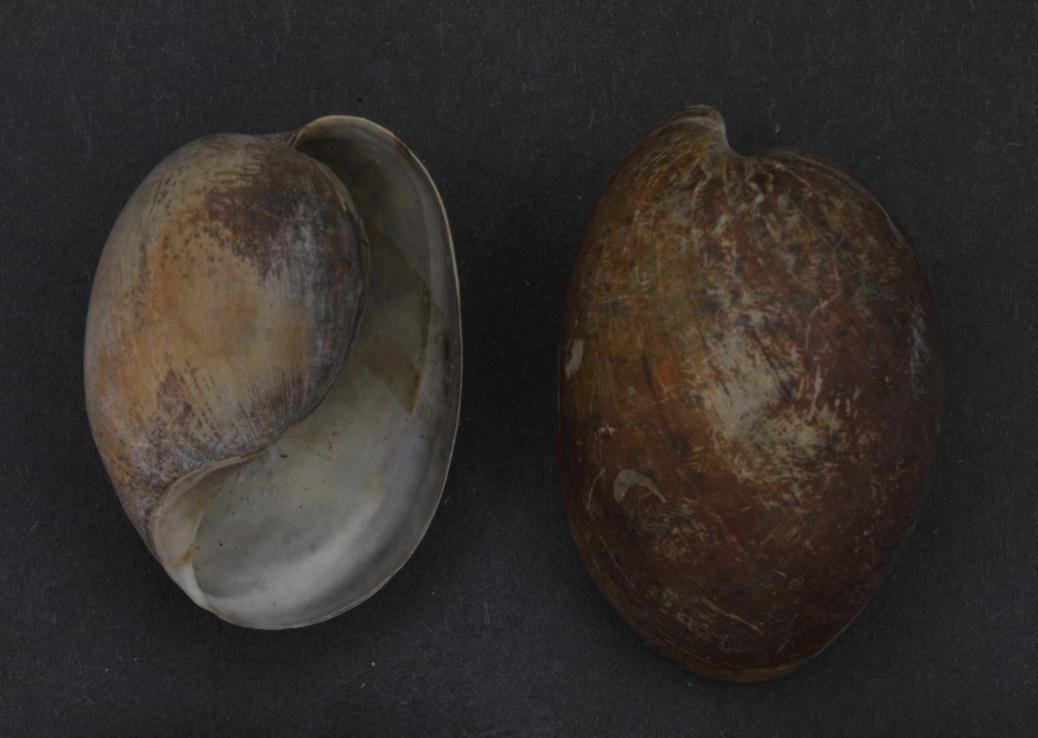
Bulla gouldiana
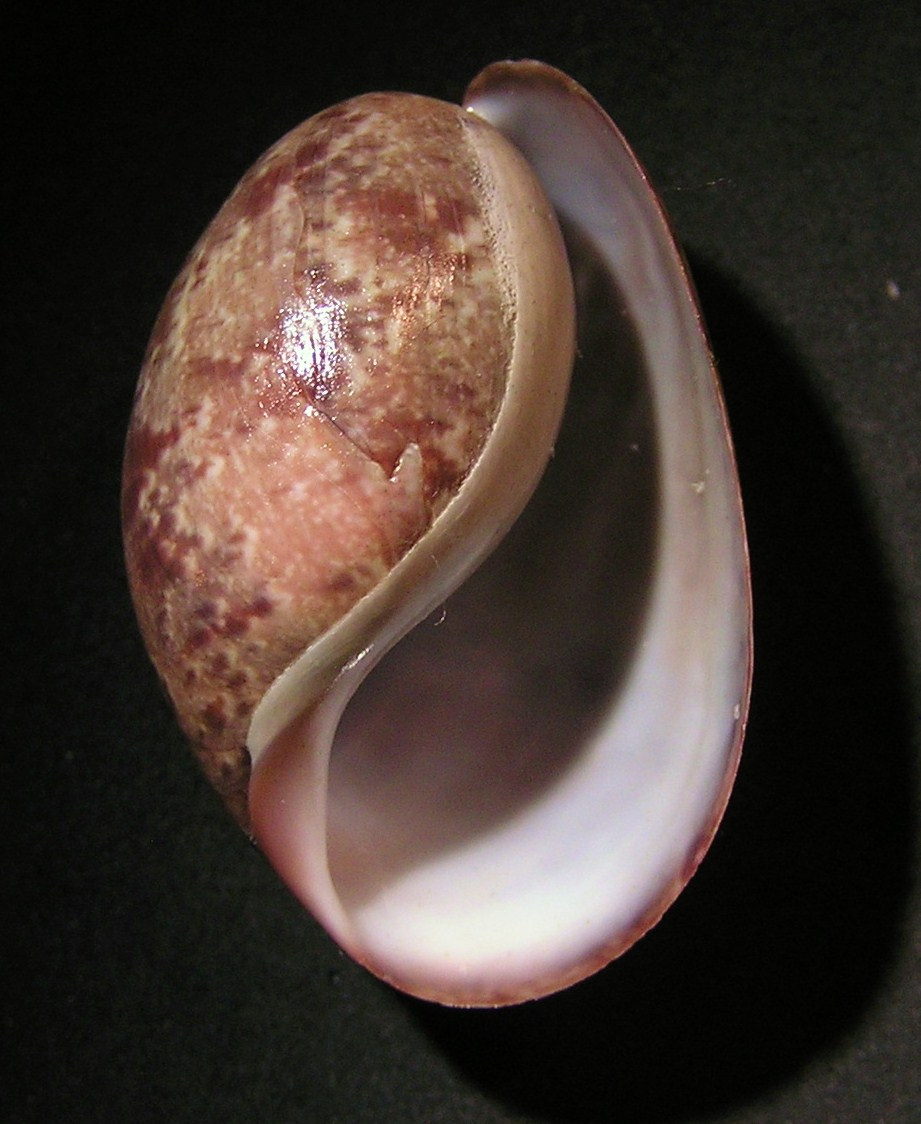
Bulla mabillei
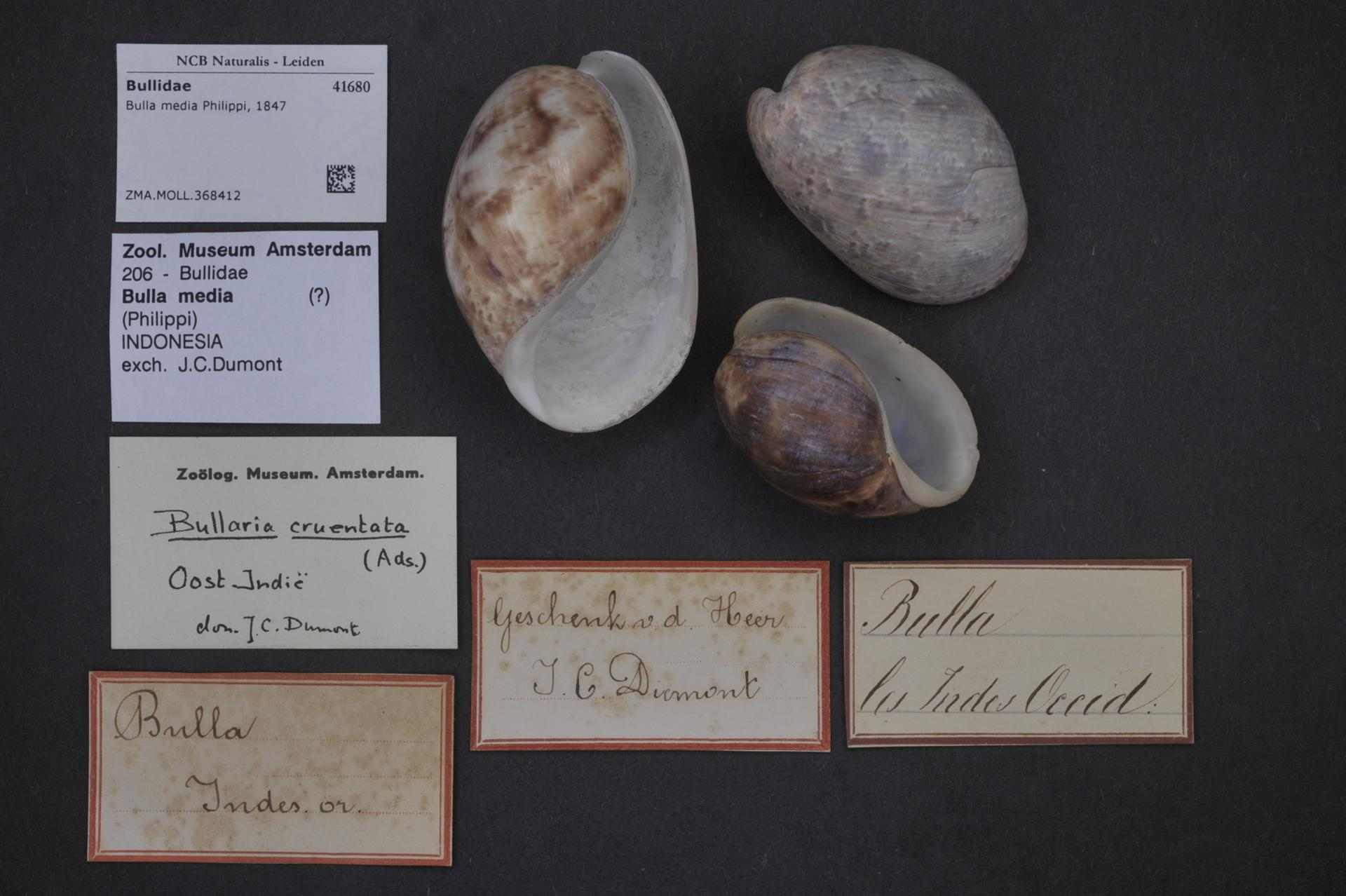
Bulla media
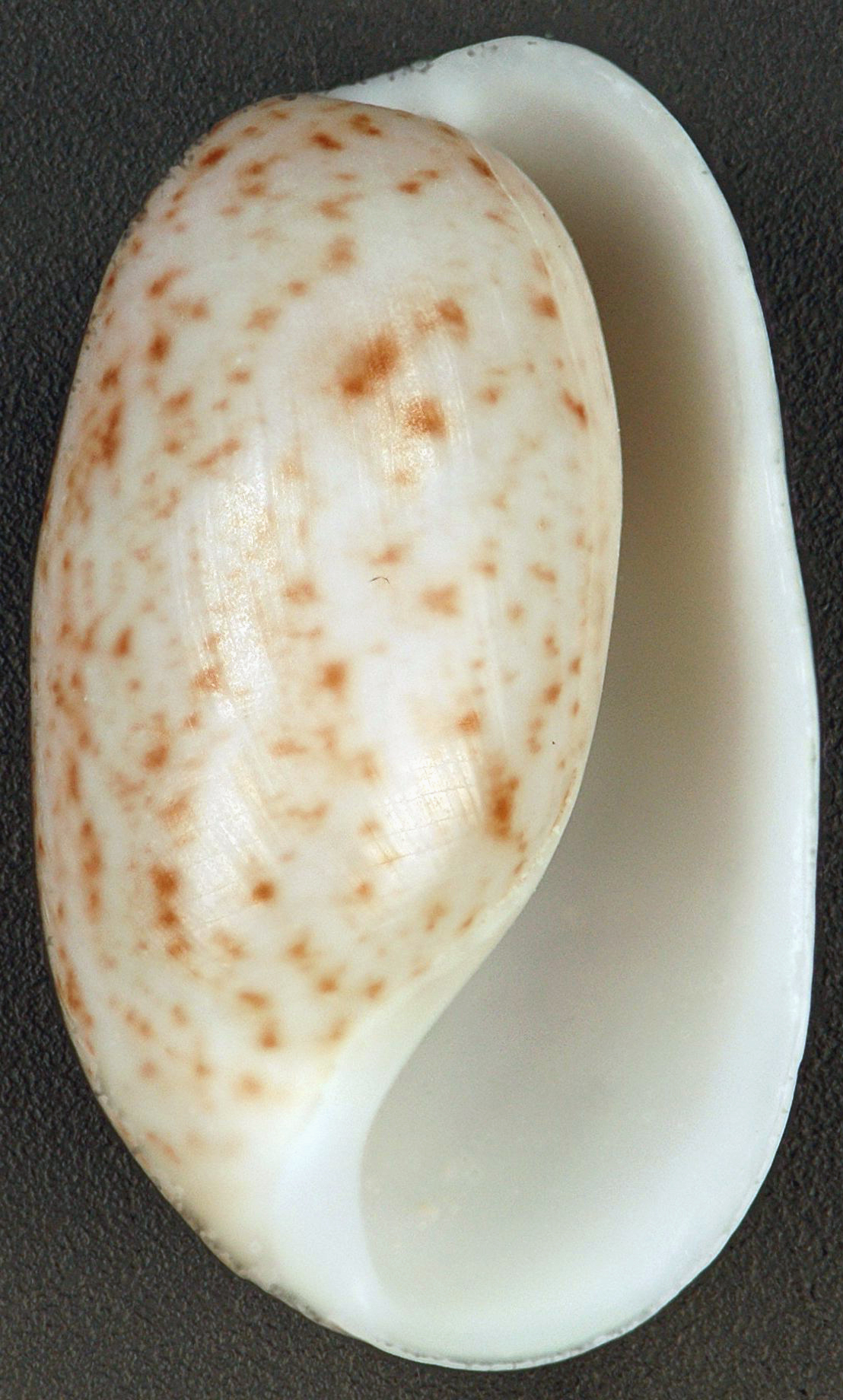
Bulla occidentalis
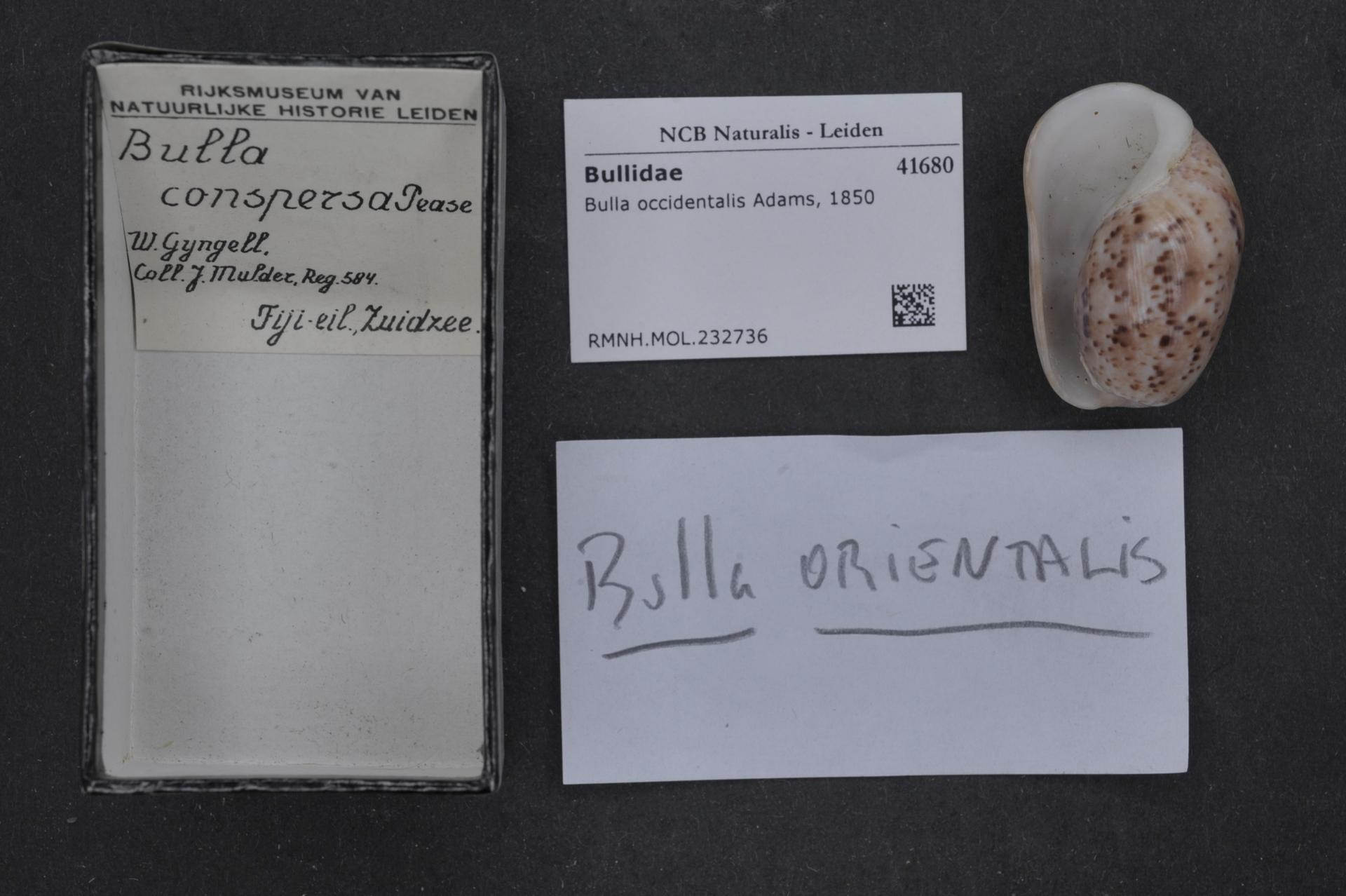
Bulla orientalis
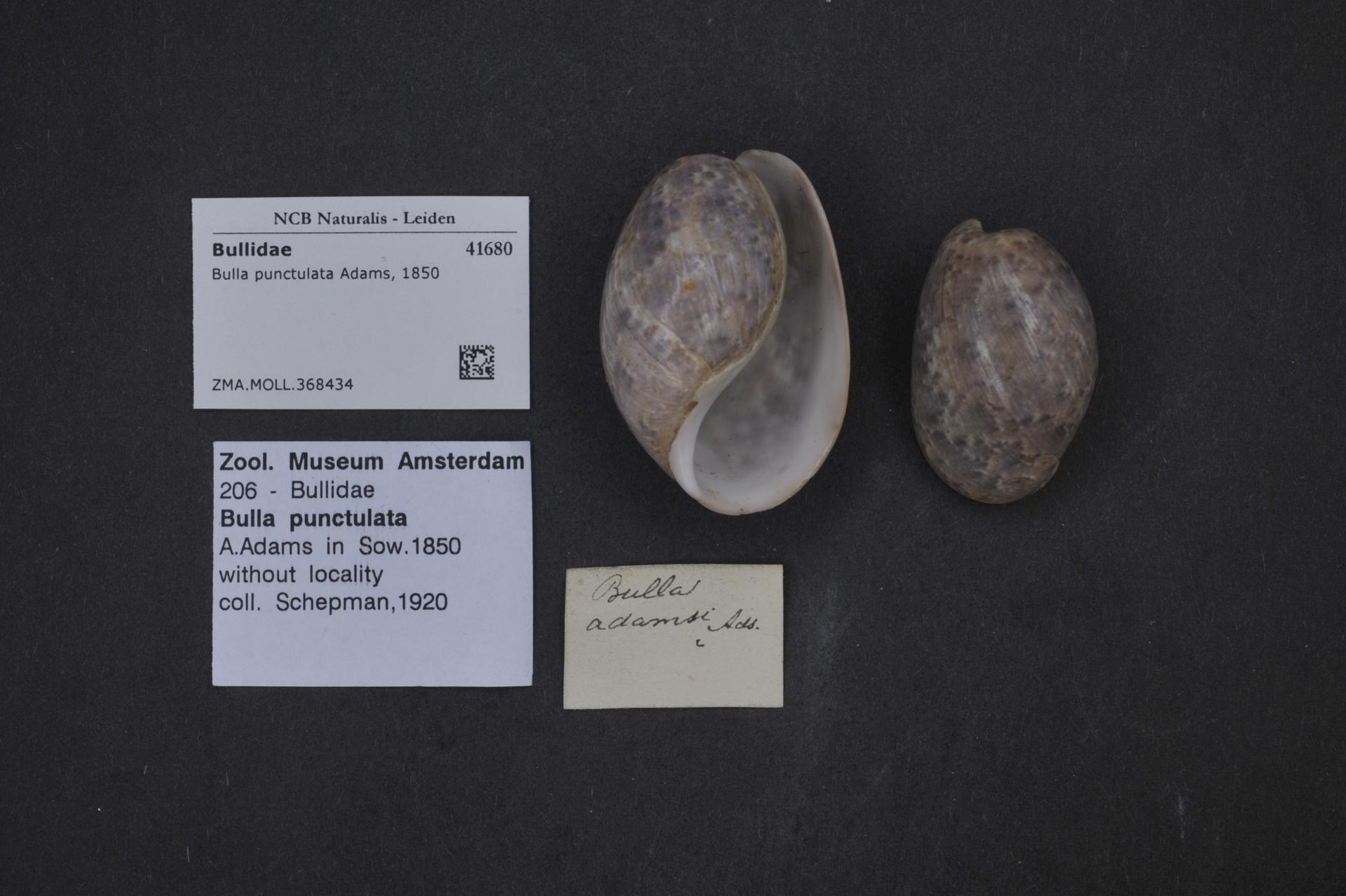
Bulla punctulata
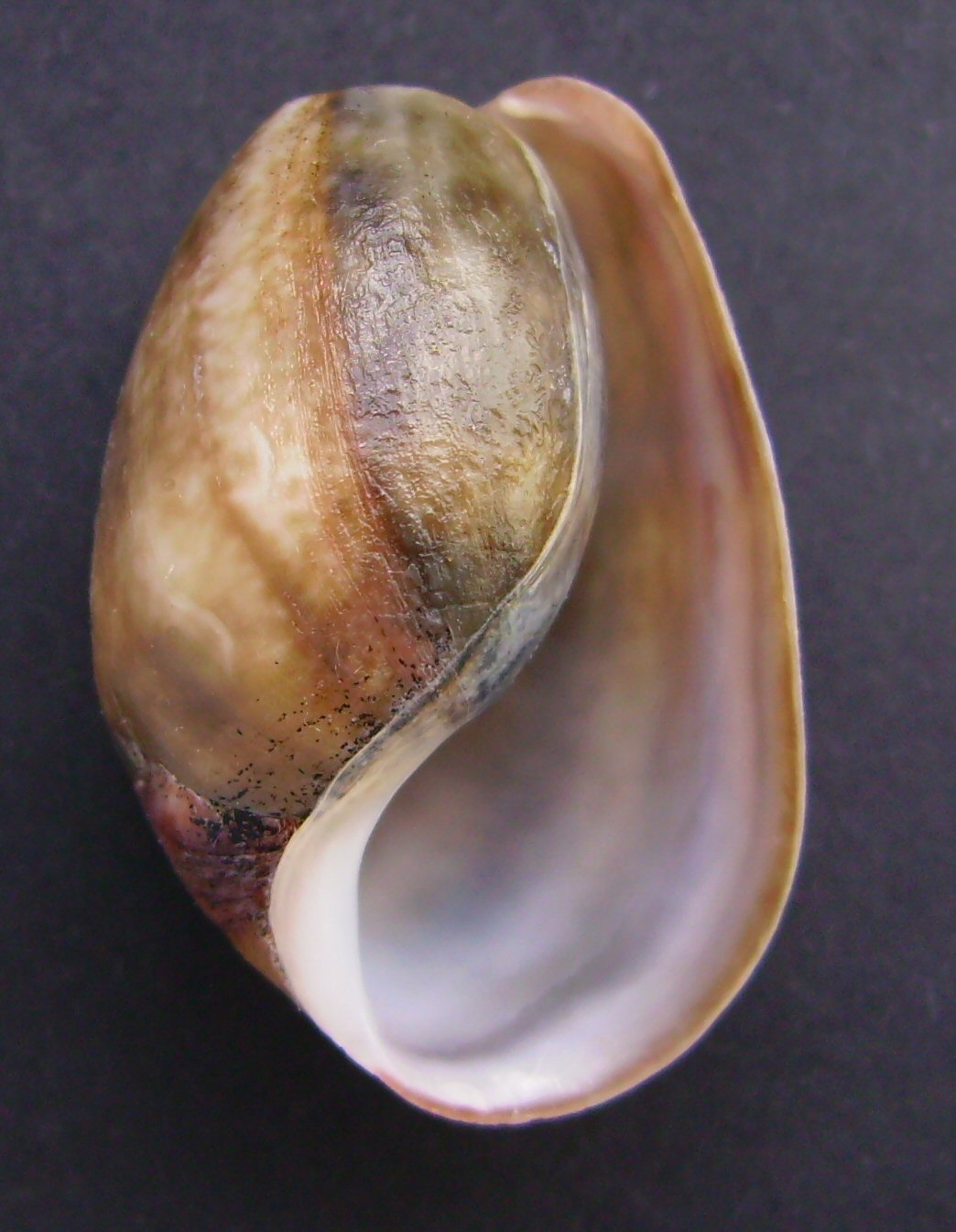
Bulla quoyii
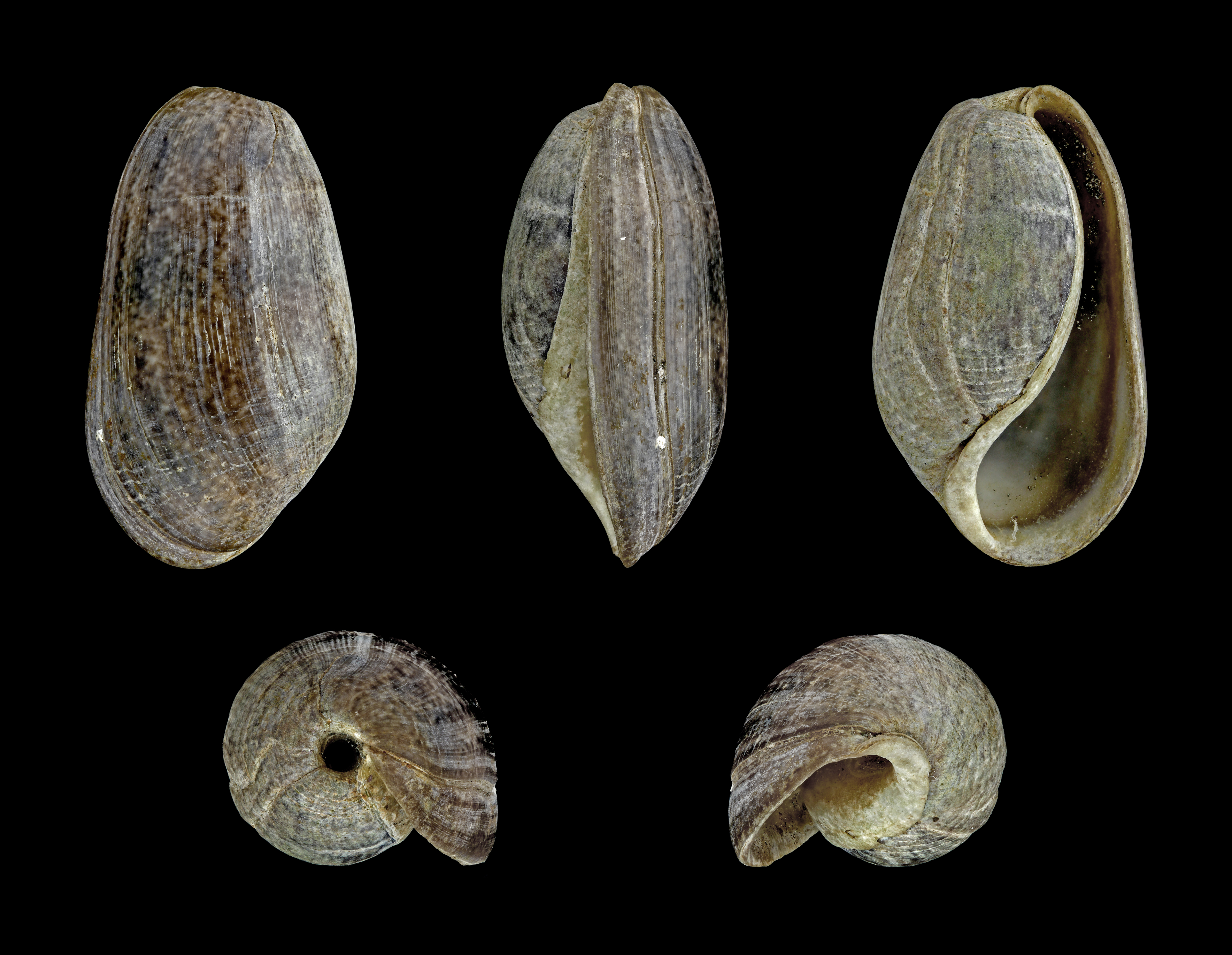
Bulla striata
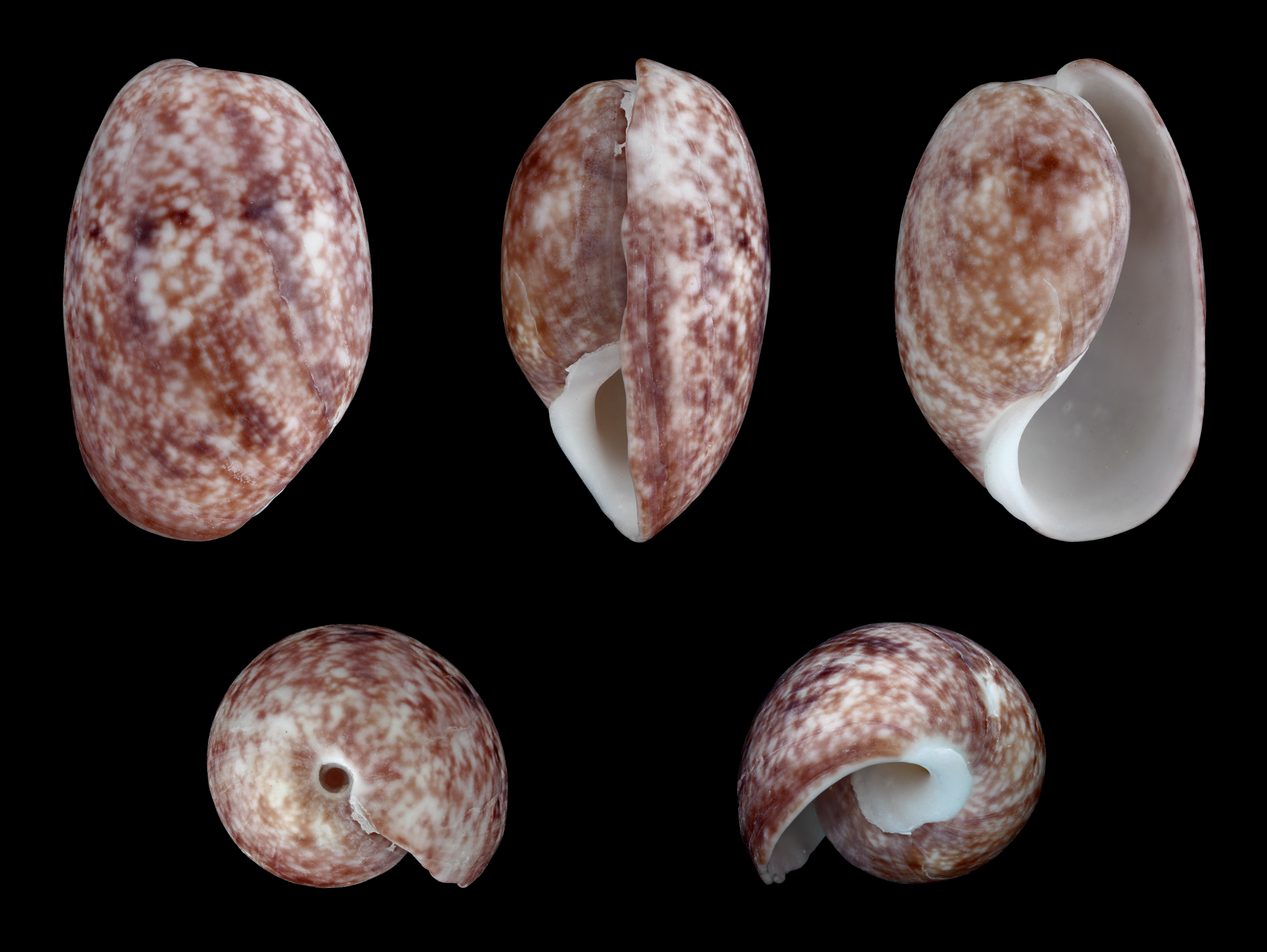
Bulla vernicosa